# Toronto International Film Festival 2024

Logo des Filmfestivals von Torontos

Das 49. Toronto International Film Festival (TIFF ’24) wurde vom 5. bis 15. September 2024 veranstaltet. Es stand unter der Leitung von Cameron Bailey, während Anita Lee hauptverantwortlich für die Programmplanung war. Neben der Präsentation kanadischer und internationaler Filmproduktionen, fand mit der Industry Conference auch gleichzeitig ein Branchentreffen unter internationalen Filmschaffenden statt. Mit dem Publikumspreis (People’s Choice Award) wurde der US-amerikanische Spielfilm The Life of Chuck von Mike Flanagan geehrt.
Eröffnet wurde das Festival mit der US-Komödie Nutcrackers von David Gordon Green. Als Abschlussfilm wurde die australische Musical-Komödie The Deb von Rebel Wilson ausgewählt. Filmbeiträge konnten ab Anfang März 2024 eingereicht werden. Die Frist endete am 10. Mai 2024. Das Festival akzeptierte Werke, bei denen es sich um Welturaufführungen, internationale oder nordamerikanische Premieren handelte. Auch kanadische Premieren wurden ins Programm mitaufgenommen. Spielfilme mussten eine Mindestlauflänge von 60 Minuten aufweisen, während Kurzfilme 40 Minuten lang sein durften. Der offizielle Spielplan wurde am 13. August 2024 veröffentlicht.

## Offizielles Programm (Auswahl)
Ab Mitte Juni 2024 wurde nach und nach das Programm bekannt gegeben.

### Gala Presentations
| Film                                                | Regie                       | Land (gemäß Festivalangaben)    | Darsteller (Auswahl) / Anmerkung                                    |
| --------------------------------------------------- | --------------------------- | ------------------------------- | ------------------------------------------------------------------- |
| Andrea Bocelli: Because I Believe                   | Cosima Spender              | Vereinigtes Königreich          | Dokumentarfilm über Andrea Bocelli                                  |
| Les barbares (Meet the Barbarians)                  | Julie Delpy                 | Frankreich                      | Laurent Lafitte, Julie Delpy                                        |
| Better Man – Die Robbie Williams Story (Better Man) | Michael Gracey              | Australien                      | Robbie Williams                                                     |
| The Deb                                             | Rebel Wilson                | Australien                      | Charlotte MacInnes, Natalie Abbott                                  |
| Don’t Let’s Go to the Dogs Tonight                  | Embeth Davidtz              | Südafrika                       | Embeth Davidtz, Lexi Venter                                         |
| Eden                                                | Ron Howard                  | USA                             | Jude Law, Vanessa Kirby, Sydney Sweeney, Daniel Brühl, Ana de Armas |
| Elton John: Never Too Late                          | R. J. Cutler, David Furnish | USA                             | Dokumentarfilm über Elton John                                      |
| Loyal Friend The Friend                             | Scott McGehee, David Siegel | USA                             | Naomi Watts, Bill Murray                                            |
| Harbin (하얼빈 Haeolbin)                            | Woo Min-ho                  | Südkorea                        | Hyun Bin, Park Jeong-min, Jeon Yeo-been                             |
| Megalopolis                                         | Francis Ford Coppola        | USA                             | Adam Driver, Giancarlo Esposito, Nathalie Emmanuel                  |
| Nutcrackers                                         | David Gordon Green          | USA                             | Ben Stiller, Linda Cardellini                                       |
| Oh, Canada                                          | Paul Schrader               | USA                             | Richard Gere, Jacob Elordi, Uma Thurman                             |
| Der Pinguin meines Lebens (The Penguin Lessons)     | Peter Cattaneo              | Spanien, Vereinigtes Königreich | Steve Coogan                                                        |
| The Return                                          | Uberto Pasolini             | Italien, Vereinigtes Königreich | Ralph Fiennes, Juliette Binoche                                     |
| Road Diary: Bruce Springsteen and The E Street Band | Thom Zimny                  | USA                             | Dokumentarfilm über Bruce Springsteen und seine E Street Band       |
| The Shrouds                                         | David Cronenberg            | Kanada, Frankreich              | Vincent Cassel, Diane Kruger, Guy Pearce, Sandrine Holt             |
| Superboys of Malegaon                               | Reema Kagti                 | Indien                          | Adarsh Gourav                                                       |
| Unaufhaltsam (Unstoppable)                          | William Goldenberg          | USA                             | Jharrel Jerome, Don Cheadle, Jennifer Lopez                         |
| Will & Harper                                       | Josh Greenbaum              | USA                             | Dokumentarfilm mit Will Ferrell                                     |
| Der wilde Roboter (The Wild Robot)                  | Chris Sanders               | USA                             | Animationsfilm                                                      |
| William Tell                                        | Nick Hamm                   | Italien, Vereinigtes Königreich | Ben Kingsley, Claes Bang, Jonathan Pryce, Rafe Spall                |

### Special Presentations
| Film                                                 | Regie                                | Land (gemäß Festivalangaben)                                             | Darsteller (Auswahl) / Anmerkung \|                                                                                            |
| ---------------------------------------------------- | ------------------------------------ | ------------------------------------------------------------------------ | --- |
| 40 Acres                                             | R. T. Thorne                         | Kanada                                                                   | Danielle Deadwyler, Michael Greyeyes, Kataem O’Connor, Milcania Diaz-Rojas                                                     |
| All We Imagine as Light                              | Payal Kapadia                        | Frankreich, Indien, Niederlande, Luxemburg                               | Kani Kusruti, Divya Prabha, Chhaya Kadam                                                                                       |
| All of You                                           | William Bridges                      | Vereinigtes Königreich                                                   | Brett Goldstein, Imogen Poots                                                                                                  |
| Anora                                                | Sean Baker                           | USA                                                                      | Mikey Madison, Mark Eydelshteyn, Juri Borissow                                                                                 |
| The Assessment                                       | Fleur Fortuné                        | Vereinigtes Königreich, Deutschland, USA                                 | Elizabeth Olsen, Himesh Patel, Alicia Vikander                                                                                 |
| Babygirl                                             | Halina Reijn                         | USA                                                                      | Nicole Kidman, Antonio Banderas, Harris Dickinson                                                                              |
| 베테랑2 Beterang 2 (I, the Executioner)              | Ryoo Seung-wan                       | Südkorea                                                                 | Hwang Jung-min, Jung Hae-in |
| Bird                                                 | Andrea Arnold                        | Vereinigtes Königreich, USA, Frankreich, Deutschland                     | Nykiya Adams, Barry Keoghan, Franz Rogowski                                                                                    |
| Bring Them Down                                      | Christopher Andrews                  | Irland, Vereinigtes Königreich, Belgien                                  | Christopher Abbott, Barry Keoghan                                                                                              |
| The Brutalist                                        | Brady Corbet                         | Vereinigtes Königreich                                                   | Adrien Brody, Guy Pearce, Felicity Jones, Joe Alwyn, Raffey Cassidy, Stacy Martin, Isaach De Bankolé, Alessandro Nivola        |
| Can I Get A Witness?                                 | Ann Marie Fleming                    | Kanada                                                                   | Keira Jang, Joel Oulette, Sandra Oh                                                                                            |
| The Cut                                              | Sean Ellis                           | Vereinigtes Königreich                                                   | Orlando Bloom, John Turturro, Caitríona Balfe                                                                                  |
| Dahomey                                              | Mati Diop                            | Benin, Frankreich, Senegal                                               | Dokumentarfilm |
| Emilia Pérez                                         | Jacques Audiard                      | Frankreich                                                               | Karla Sofía Gascón, Zoe Saldana, Selena Gomez                                                                                  |
| The End                                              | Joshua Oppenheimer                   | Dänemark, Deutschland, Irland, Italien, Vereinigtes Königreich, Schweden | Tilda Swinton, Michael Shannon, George McKay, Moses Ingram                                                                     |
| Os Enforcados (Carnival is Over)                     | Fernando Coimbra                     | Brasilien, Portugal                                                      | Leandra Leal, Irandhir Santos, Stepan Nercessian                                                                               |
| 风流一代 Feng liu yi dai (Caught by the Tides)       | Jia Zhangke                          | VR China                                                                 | Zhao Tao, Zhubin Li |
| Für immer hier (Ainda estou aqui / I’m Still Here)   | Walter Salles                        | Brasilien, Frankreich                                                    | Fernanda Torres, Selton Mello, Fernanda Montenegro                                                                             |
| The Fire Inside                                      | Rachel Morrison                      | USA                                                                      | Ryan Destiny, Brian Tyree Henry                                                                                                |
| Hard Truths                                          | Mike Leigh                           | Vereinigtes Königreich                                                   | Marianne Jean-Baptiste |
| Harvest                                              | Athina Rachel Tsangari               | Vereinigtes Königreich                                                   | Caleb Landry Jones, Frank Dillane, Harry Melling, Rosy McEwen                                                                  |
| Heretic                                              | Scott Beck, Bryan Woods              | USA                                                                      | Hugh Grant, Sophie Thatcher, Chloe East                                                                                        |
| Hold Your Breath                                     | Karrie Crouse, Will Joines           | USA                                                                      | Sarah Paulson |
| The Last Showgirl                                    | Gia Coppola                          | USA                                                                      | Pamela Anderson, Jamie Lee Curtis, Dave Bautista                                                                               |
| The Life of Chuck                                    | Mike Flanagan                        | USA                                                                      | Tom Hiddleston |
| The Luckiest Man in America                          | Samir Oliveros                       | USA                                                                      | Richard Jewell, Walton Goggins, David Strathairn                                                                               |
| K-Pops                                               | Anderson Paak                        | USA                                                                      | Anderson Paak, Jee Young Han, Soul Rasheed, Kevin Woo, Yvette Nicole Brown                                                     |
| Konklave (Conclave)                                  | Edward Berger                        | USA, Vereinigtes Königreich                                              | Ralph Fiennes, Sergio Castellitto, Stanley Tucci, Isabella Rossellini                                                          |
| The Life of Chuck                                    | Mike Flanagan                        | USA                                                                      | Tom Hiddleston |
| 대도시의 사랑법 Love In The Big City                 | E.oni                                | Südkorea                                                                 | Kim Go-eun, Steve Sanghyun Noh                                                                                                 |
| Millers in Marriage                                  | Edward Burns                         | USA                                                                      | Gretchen Mol, Patrick Wilson, Benjamin Bratt, Julianna Margulies, Campbell Scott, Edward Burns, Minnie Driver, Morena Baccarin |
| Miséricorde (Misericordia)                           | Alain Guiraudie                      | Frankreich, Spanien, Portugal                                            | Félix Kysyl, Catherine Frot |
| Nightbitch                                           | Marielle Heller                      | USA                                                                      | Amy Adams, Scoot McNairy |
| On Becoming a Guinea Fowl                            | Rungano Nyoni                        | Sambia, Vereinigtes Königreich, Irland                                   | Elizabeth Chisela, Henry B. J. Phiri, Susan Chardy                                                                             |
| On Swift Horses                                      | Daniel Minahan                       | USA                                                                      | Daisy Edgar-Jones, Will Poulter, Jacob Elordi                                                                                  |
| The Order                                            | Justin Kurzel                        | Kanada                                                                   | Jude Law, Tye Sheridan, Nicholas Hoult, Jurnee Smollett, Marc Maron                                                            |
| Paul Anka: His Way                                   | John Maggio                          | USA                                                                      | Dokumentarfilm über Paul Anka                                                                                                  |
| The Piano Lesson                                     | Malcom Washington                    | USA                                                                      | Danielle Deadwyler, John David Washington, Samuel L. Jackson                                                                   |
| Piece by Piece                                       | Morgan Neville                       | USA                                                                      | Animationsfilm über Pharrell Williams                                                                                          |
| Pigen med nålen (The Girl with the Needle)           | Magnus von Horn                      | Dänemark, Polen, Schweden                                                | Vic Carmen Sonne, Trine Dyrholm                                                                                                |
| Queer                                                | Luca Guadagnino                      | Italien, USA                                                             | Daniel Craig, Drew Starkey, Jason Schwartzman, Lesley Manville, Michael Borremans, Andra Ursuta                                |
| Quislings Siste Dager (Quisling – The Final Days)    | Erik Poppe                           | Norwegen                                                                 | Gard B. Eidsvold, Anders Danielsen Lie, Lisa Carlehed, Lisa Loven Kongsli                                                      |
| The Negotiator (Relay)                               | David Mackenzie                      | USA                                                                      | Lily James, Riz Ahmed |
| Rez Ball                                             | Sydney Freeland                      | USA                                                                      | Jessica Matten, Julia Jones, Amber Midthunder, Kiowa Gordon                                                                    |
| Riff Raff – Verbrechen ist Familiensache (Riff Raff) | Dito Montiel                         | USA                                                                      | Ed Harris, Gabrielle Union, Jennifer Coolidge, Bill Murray                                                                     |
| The Room Next Door                                   | Pedro Almodóvar                      | Spanien                                                                  | Tilda Swinton, Julianne Moore                                                                                                  |
| Rumours                                              | Evan und Galen Johnson, Guy Maddin   | Kanada, Deutschland                                                      | Cate Blanchett, Roy Dupuis, Nikki Amuka-Bird, Charles Dance, Denis Ménochet, Zlatko Burić, Alicia Vikander                     |
| Der Salzpfad (The Salt Path)                         | Marianne Elliott                     | Vereinigtes Königreich                                                   | Gillian Anderson, Jason Isaacs                                                                                                 |
| Saturday Night                                       | Jason Reitman                        | USA                                                                      | Gabriel LaBelle, Rachel Sennott, Cory Michael Smith, Ella Hunt, Dylan O’Brien                                                  |
| Sharp Corner                                         | Jason Buxton                         | Kanada, Irland                                                           | Ben Foster, Cobie Smulders |
| Shell                                                | Max Minghella                        | USA                                                                      | Elisabeth Moss, Kate Hudson |
| Shepherds                                            | Sophie Deraspe                       | Kanada, Frankreich                                                       | Félix-Antoine Duval, Solène Rigot, Guilaine Londez, Bruno Raffaelli, Manjiri Pupala                                            |
| Sketch                                               | Seth Worley                          | USA                                                                      | Tony Hale, Kue Lawrence, Bianca Belle                                                                                          |
| Vermiglio                                            | Maura Delpero                        | Italien, Frankreich, Belgien                                             | Tommaso Ragno, Giuseppe De Domenico, Roberta Rovelli, Martina Scrinzi, Orietta Notari, Carlotta Gamba                          |
| We Live in Time                                      | John Crowley                         | Vereinigtes Königreich, Frankreich                                       | Florence Pugh, Andrew Garfield                                                                                                 |
| Went Up the Hill                                     | Samuel Van Grinsven                  | Neuseeland, Australien                                                   | Dacre Montgomery, Vicky Krieps                                                                                                 |
| Without Blood                                        | Angelina Jolie                       | USA, Italien                                                             | Demián Bichir, Salma Hayek Pinault                                                                                             |
| Young Werther                                        | José Avelino Gilles Corbett Lourenço | Kanada                                                                   | Douglas Booth, Alison Pill, Patrick J. Adams                                                                                   |

### Centrepiece
| Film                                                                                               | Regie               | Land (gemäß Festivalangaben)                                                        | Darsteller (Auswahl) / Anmerkung                                                                                       |
| -------------------------------------------------------------------------------------------------- | ------------------- | ----------------------------------------------------------------------------------- | --- |
| Addition                                                                                           | Marcelle Lunam      | Australien                                                                          | Teresa Palmer, Eamon Farren, Joe Dempsie                                                                               |
| April                                                                                              | Déa Kulumbegashvili | Georgien, Frankreich, Italien                                                       | Ia Suchitaschwili, Kacha Kinzuraschwili, Merab Ninidze                                                                 |
| Anywhere Anytime                                                                                   | Milad Tangshir      | Italien                                                                             | Ibrahima Sambou, Moussa Dicko Diango, Success Edemakhiota                                                              |
| Boku No Ohisama (My Sunshine)                                                                      | Hiroshi Okuyama     | Japan, Frankreich                                                                   | Keitatsu Koshiyama, Kiara Nakanishi, Sōsuke Ikematsu, Ryûya Wakaba                                                     |
| Çaf el-aouel (Front Row)                                                                           | Merzak Allouache    | Algerien, Saudi-Arabien, Frankreich                                                 | Fatiha Ouared, Nabil Asli, Bouchra Roy                                                                                 |
| クラウド Cloud                                                                                     | Kiyoshi Kurosawa    | Japan                                                                               | Masaki Suda, Kotone Furukawa, Masataka Kubota                                                                          |
| Crocodile Tears                                                                                    | Tumpal Tampubolon   | Indonesien, Frankreich, Singapur, Deutschland                                       | |
| Fanatical: The Catfishing of Tegan and Sara                                                        | Erin Lee Carr       | USA                                                                                 | Dokumentarfilm |
| Flow                                                                                               | Gints Zilbalodis    | Lettland, Frankreich, Belgien                                                       | Animationsfilm |
| Gecenin Kıyısı (Edge of Night)                                                                     | Türker Süer         | Deutschland                                                                         | Berk Hakman, Ahmet Rıfat Şungar                                                                                        |
| Haft Rooz (Seven Days)                                                                             | Ali Samadi Ahadi    | Deutschland                                                                         | Vishka Asayesh, Sina Parvaneh, Majid Bakhtiari, Zanyar Mohammadi                                                       |
| ينعاد عليكو Happy Holidays                                                                         | Scandar Copti       | Palästina, Deutschland, Frankreich, Italien, Qatar                                  | Manar Shehab, Toufic Danial                                                                                            |
| Happyend                                                                                           | Neo Sora            | Japan, USA                                                                          | Hayato Kurihara, Yukito Hidaka, Yuta Hayashi, Shina Peng, Arazi, Kilala Inori, PUSHIM, Ayumu Nakajima, Makiko Watanabe |
| Hemda (Bliss)                                                                                      | Shemi Zarhin        | Israel                                                                              | Sasson Gabai, Asi Levy                                                                                                 |
| L’histoire de Souleymane (Souleymane’s Story)                                                      | Boris Lojkine       | Frankreich                                                                          | Abou Sangare, Nina Meurisse, Alpha Oumar Sow                                                                           |
| Jane Austen und das Chaos in meinem Leben Jane Austen a gâché ma vie (Jane Austen Wrecked My Life) | Laura Piani         | Frankreich                                                                          | Camille Rutherford, Pablo Pauly, Charlie Anson                                                                         |
| Julie bleibt still (Julie Keeps Quiet)                                                             | Leonardo Van Dijl   | Belgien, Schweden                                                                   | Tessa Van den Broeck, Ruth Becquart, Koen De Bouw, Claire Bodson, Laurent Caron                                        |
| Ka Whawhai Tonu – Struggle Without End                                                             | Michael Jonathan    | Neuseeland                                                                          | Temuera Morrison, Cliff Curtis                                                                                         |
| Kill the Jockey                                                                                    | Luis Ortega         | Argentinien, Mexiko, Spanien, Dänemark, USA                                         | Nahuel Pérez Biscayart, Úrsula Corberó, Daniel Giménez Cacho                                                           |
| Une langue universelle                                                                             | Matthew Rankin      | Kanada                                                                              | Pirouz Nemati, Matthew Rankin                                                                                          |
| The Legend of the Vagabond Queen of Lagos                                                          | Agbajowo Collective | Nigeria, Deutschland, Südafrika, USA                                                | Temi Ami-Williams |
| Little Jaffna                                                                                      | Lawrence Valin      | Frankreich                                                                          | Lawrence Valin, Puviraj Raveendran, Vela Ramamoorthy                                                                   |
| Ljósbrot (When The Light Breaks)                                                                   | Rúnar Rúnarsson     | Island, Niederlande, Kroatien, Frankreich                                           | Elín Hall, Katla Njálsdóttir, Mikael Kaaber                                                                            |
| Matt and Mara (Matt und Mara)                                                                      | Kazik Radwanski     | Kanada                                                                              | Deragh Campbell, Matt Johnson, Mounir Al Shami, Emma Healey, Avery Nayman                                              |
| Measures for a Funeral Picture of Maple Leaf                                                       | Sofia Bohdanowicz   | Kanada                                                                              | Deragh Campbell |
| The Mother and the Bear Picture of Maple Leaf                                                      | Johnny Ma           | Kanada, Chile                                                                       | Kim Ho-jung, Leere Park, Jonathan Kim, Won-Jae Lee, Amara Pedroso Saquel                                               |
| The Mountain                                                                                       | Rachel House        | Neuseeland                                                                          | Elizabeth Atkinson, Terence Daniel, Reuben Francis                                                                     |
| Mưa trên cánh bướm (Don’t Cry, Butterfly)                                                          | Dương Diệu Linh     | Vietnam, Singapur, Philippinen, Indonesien                                          | |
| O                                                                                                  | Rúnar Rúnarsson     | Island, Schweden                                                                    | Kurzfilm |
| Une part manquante (A Missing Part)                                                                | Guillaume Senez     | Belgien, Frankreich                                                                 | Romain Duris, Judith Chemla                                                                                            |
| Pimpinero: Sangre y Gasolina (Pimpinero: Blood and Oil)                                            | Andrés Baiz         | Kolumbien                                                                           | Juanes, Alberto Guerra, Alejandro Speitzer, Laura Osma                                                                 |
| Presence                                                                                           | Steven Soderbergh   | USA                                                                                 | Julia Fox, Lucy Liu, Chris Sullivan, Eddy Maday, Callina Liang, West Mulholland                                        |
| Querido Trópico (Beloved Tropic)                                                                   | Ana Endara          | Panama, Kolumbien                                                                   | Jenny Navarrete, Paulina García                                                                                        |
| Santosh                                                                                            | Sandhya Suri        | Vereinigtes Königreich                                                              | Shahana Goswami, Sunita Rajwar                                                                                         |
| Die Saat des heiligen Feigenbaums (The Seed of the Sacred Fig)                                     | Mohammad Rasulof    | Iran, Frankreich, Deutschland                                                       | Missagh Zareh, Soheila Golestani, Mahsa Rostami, Setareh Maleki, Niousha Akhshi                                        |
| Sunshine                                                                                           | Antoinette Jadaone  | Philippinen                                                                         | Maris Racal |
| Den Svenska Torpeden (The Swedish Torpedo)                                                         | Frida Kempff        | Schweden                                                                            | Josefin Neldén |
| 수유천 Suyucheon / Suyoocheon                                                                      | Hong Sang-soo       | Südkorea                                                                            | Kim Min-hee, Kwon Hae-hyo, Cho Yun-hee                                                                                 |
| Sweet Angel Baby                                                                                   | Melanie Oates       | Kanada                                                                              | Michaela Kurimsky, Elle-Máijá Tailfeathers                                                                             |
| To a Land Unknown                                                                                  | Mahdi Fleifel       | Palästina, Frankreich, Deutschland, Niederlande, Griechenland, Qatar, Saudi-Arabien | Mahmood Bakri, Aram Sabbah, Thodoros Mihopoulos                                                                        |
| Los Tortuga                                                                                        | Belén Funes         | Spanien, Chile                                                                      | Antonia Zegers, Elvira Lara                                                                                            |
| Under the Vulcano                                                                                  | Damian Kocur        | Polen                                                                               | Roman Lutskyi, Anastasiia Karpienko, Sofiia Berezovska, Fedir Pugachov                                                 |
| An Unfinished Film                                                                                 | Lou Ye              | Singapur, Deutschland                                                               | Quin Hao, Mao Xiaorui, Qi Xi, Huang Xuan, Ming Liang, Zang Songwen                                                     |
| The Village Next to Paradise                                                                       | Mo Harawe           | Österreich, Deutschland, Frankreich, Somalia                                        | Ahmed Ali Farah, Ahmed Mohamud Saleban, Anab Ahmed Ibrahim                                                             |

## Auszeichnungen

### Publikums- und Jurypreise
Am letzten Festivaltag wurden während einer offiziellen Preisverleihung insgesamt 10 Auszeichnungen vergeben, neben den renommierten Publikumspreisen auch von Jurys vergebene Ehrungen.
- Publikumspreise (People’s Choice Award)
  - Bester Film:
    - 1. The Life of Chuck – Regie: Mike Flanagan
    - 2. Emilia Pérez – Regie: Jacques Audiard
    - 3. Anora – Regie: Sean Baker

  - Bester Dokumentarfilm:
    - 1. The Tragically Hip: No Dress Rehearsal – Regie: Mike Downie
    - 2. Will & Harper – Regie: Josh Greenbaum
    - 3. Your Tomorrow – Regie: Ali Weinstein

  - Midnight Madness Award:
    - 1. The Substance – Regie: Coralie Fargeat
    - 2. Dead Talents Society – Regie: John Hsu
    - 3. Friendship – Regie: Andrew DeYoung

- Short Cuts Awards
  - Bester Kurzfilm:
    - Deck 5B – Regie: Malin Ingrid Johansson
    - Lobende Erwähnung: Quota – Regie: Job Roggeveen, Joris Oprins, Marieke Blaauw

  - Bester kanadischer Kurzfilm:
    - Are You Scared To Be Yourself Because You Think That You Might Fail? – Regie: Bec Pecaut

Weitere im Rahmen des Festivals vergebene Preise:
- FIPRESCI-Preis: Mother Mother – Regie: K’naan Warsame
- NETPAC Award: The Last of the Sea Women – Regie: Sue Kim
- Best Canadian Discovery Award: Une langue universelle – Regie: Matthew Rankin
  - Lobende Erwähnung: You Are Not Alone – Regie: Marie-Hélène Viens, Philippe Lupien
- Best Canadian Feature Film Award: Shepherds – Regie: Sophie Deraspe
- Platform Award: They Will Be Dust – Regie: Carlos Marques-Marcet
  - Lobende Erwähnung: Sylvia Chang in Daughter’s Daughter

### TIFF Tribute Awards
Die 6. Verleihung der TIFF Tribute Awards, einer Reihe von Sonder- und Ehrenpreisen, fand am 8. September 2024 im Fairmont Royal York Hotel in Toronto statt.
- TIFF Tribute Awards Honorary Chair: Sandra Oh
- TIFF Tribute Performer Award: Amy Adams und Jharrel Jerome
- TIFF Tribute Award in Impact Media (präsentiert von Anne Marie Canning): Angelina Jolie
- TIFF Share Her Journey Groundbreaker Award: Cate Blanchett
- TIFF Variety Artisan Award: Clément Ducol und Camille
- TIFF Norman Jewison Career Achievement Award (präsentiert von der Budman-Familie): David Cronenberg
- TIFF Emerging Talent Award (präsentiert von Amazon MGM Studios): Durga Chew-Bose (ihr Film Bonjour Tristesse wurde in der Sektion Discovery uraufgeführt)[11]
- TIFF Ebert Director Award: Mike Leigh
- TIFF Special Tribute Award: Zhao Tao